# انارستان (جم)
انارستان شهری است در استان بوشهر در جنوب ایران. این شهر از توابع شهرستان جم و بخش ریز است.
جمعیت آن در سال ۱۳۹۵، برابر با ۳۴۰۰ نفر بوده‌است.
انارستان در سال ۱۳۸۸ با روستای گلستان همجوار آن ادغام شده و به شهر تبدیل شد.
ارتفاع انارستان از سطح دریا برابر ۳۵۹ متر است. متوسط دمای سالیانه ۲۳٫۷ درجه سانتیگراد است. فاصله آن تا مرکز شهرستان ۳۷ کیلومتر و تا مرکز استان ۲۵۰ کیلومتر است.
مکان‌های گردشگری انارستان شامل سورگو، حرمی اناری، تنگ گرو، روستای موردی، انده روغنی، او سوز (آب سبز) ماخو و جنگل گلوبردکان می‌شود. همچنین ارتفاعات کوه‌های احمدسلمان در غرب و شمال انارستان که همچون دیواری بلند شهر را پوشانده‌است دارای مکان‌هایی بکر و قابل کوه پیمایی است. باغات نخل و لیمو و انار نیز به وفور در محدوده شهر انارستان پراکنده شده‌است. محله گلستان انارستان دارای باغهای مرکبات و نخیلات بسیاری است و به عنوان قطب کشاورزی شهرستان جم شناخته می‌شود

## مکان‌های دیدنی
انارستان دشتی مملو از رودخانه‌های فصلی است که در دامنه کوه‌های احمدسلمان گسترده شده‌است و دارای خاکی حاصلخیز و مستعد کشاورزی است چنان‌که محله گلستان از توابع شهر انارستان قطب کشاورزی شهرستان جم است. باغ‌های فراوان نخل و لیمو چهره ای سبز به این شهر داده‌اند هرچند باغ‌های انار که در گذشته‌ای نزدیک به وفور در این شهر یافت می‌شد به دلیل کم‌آبی سال‌های اخیر رو به خشکی نهاده‌اند.
مکان‌های طبیعی و دیدنی این شهر به شرح زیر است:
سورگو: باغ‌های گسترده و چشمهٔ آب دائمی، حالت جغرافیایی محصور در میان تپه‌ها که سایه‌های دائمی گسترده‌اند هوایی مطبوع و دلپذیر به این روستای قدیمی داده‌اند.
حرمی اناری: بدون شک نگین شهرستان جم از لحاظ تلاقی انسان و طبیعت است. کوهپایه‌های پوشیده از باغات و رودخانه دائمی و برکه‌ها و خانه‌های گلی و پله ای منظره ای بی نظیر پدیدآورده اند.
او سوز: آبی عمیق و به رنگ سبز در میان شکاف کوه‌های منسوب به منطقه ماخو
روستای موردی: در دل کوه‌های انارستان روستایی تاریخی و بکر وجود دارد که طبیعتی دیدنی و زیبا دارد. این روستا در مسیر جاده انارستان به دوراهک واقع است و در راهی فرعی و خاکی به سمت آن می‌توان رفت.
انده روغنی: تخته سنگ‌هایی صاف موسوم به چرم که در دل خود درختانی برآمده از سنگ و خزه‌های آویزان و همچنین آبشاری باریک و دایمی در این منطقه واقع است که به دلیل قرار گرفتن در دل کوه‌ها هوایی بسیار خنک دارد.